# Gomphose
Une gomphose  est une syndesmose dont les parties osseuses s'emboitent les unes dans les autres comme une cheville. Du point de vue fonctionnel, c'est une synarthrose.  
Dans l'anatomie humaine, les syndesmoses dento-alvéolaires, qui unissent une dent et son alvéole dentaire de la mâchoire, sont des gomphoses. Elles sont caractérisées par une jonction fibreuse réalisé par les ligaments alvéolo-dentaires.
La dent est glissée dans l'os alvéolaire de la mandibule ou d'un os maxillaire. Il en existe en tout 16 paires chez l'homme adulte, soit autant que le nombre de dents. Il n'existe pas d'autre exemple de ce type d'articulation dans l'anatomie humaine.
Cette articulation permet de transférer les contraintes de pression, assurées par la dent, vers le tissu osseux en périphérie, stimulant ainsi la croissance osseuse.